# Palazzo Croce De Marini
Il palazzo Croce De Marini è un edificio storico italiano, sito in piazza De Marini 1, nel quartiere del Molo, nel centro storico di Genova. È uno dei Palazzi dei Rolli designati, al tempo della Repubblica di Genova, a ospitare gli ospiti di alto rango per conto del governo, durante le visite di stato.
L'edificio è fra i 42 palazzi dei rolli selezionati e dichiarati Patrimonio dell'umanità dall'UNESCO il 13 luglio 2006.

## Storia e descrizione
Realizzato nella seconda metà del XVI secolo dalla famiglia De Marini sulla piazza aperta nella prima metà del secolo, il palazzo venne edificato su resti medievali appartenenti allo stesso albergo nobiliare. Attorno al cortile interno, un tempo comunicante con la piazza mediante un vicolo cieco sormontato da un archivolto ancora visibile, si snoda lo scalone monumentale a tre ordini di logge.
Il portale marmoreo con allegorie della pace è opera di Gian Giacomo della Porta. All'interno vi sono affreschi di Giacomo Antonio Boni e Agostino Ratti.
L'aspetto moderno è frutto di una radicale ristrutturazione attuata nel XVIII secolo, quando era proprietaria la famiglia Negrone. Anche gran parte del basamento, apparentemente medievale, venne trasformato in questo periodo. Ceduto nel 1830 ad Andrea Croce, subì la chiusura della loggia sul cortile, riaperta solamente nel dopoguerra.
L'edificio è adibito a uffici e abitazioni.

## Galleria d'immagini

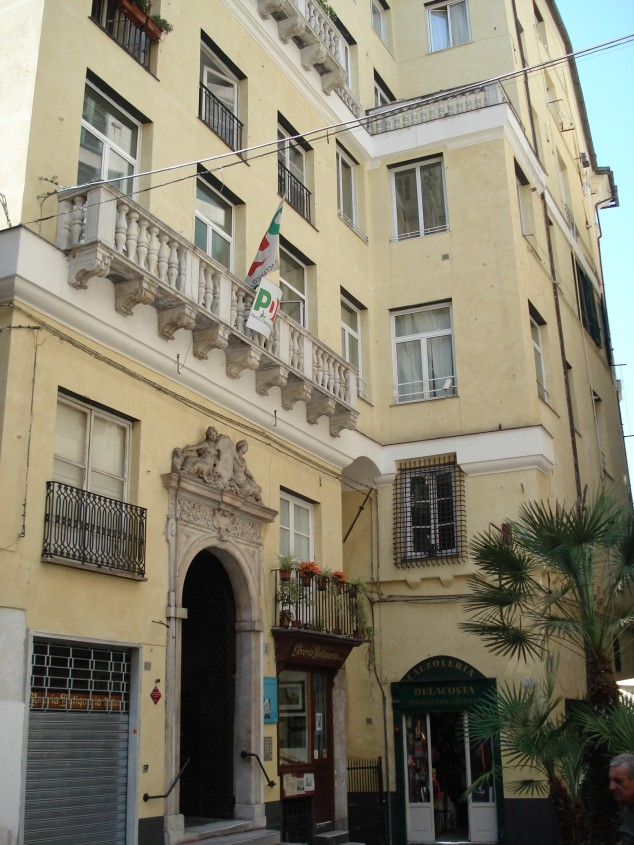
La facciata
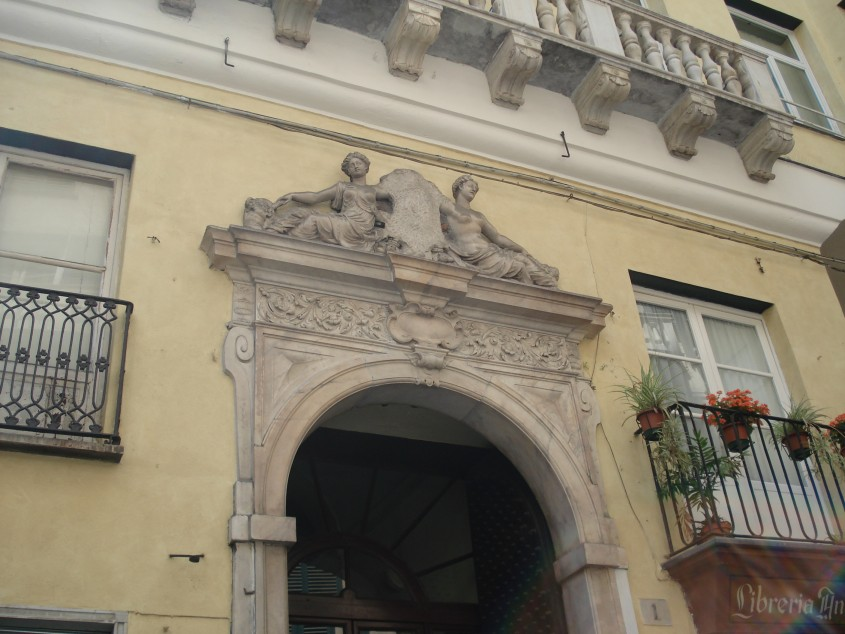
Particolare del portale del palazzo
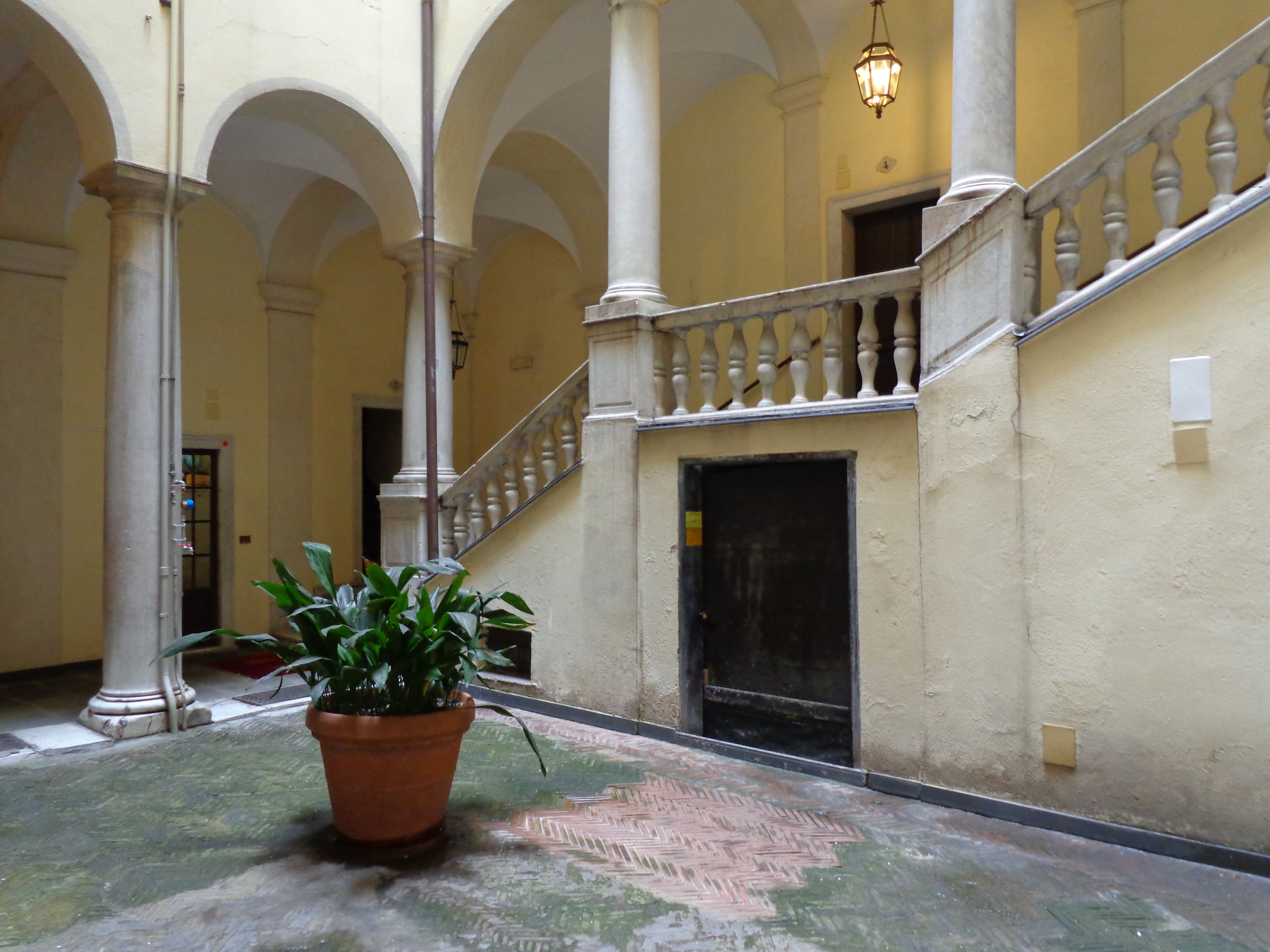
Il cortile interno
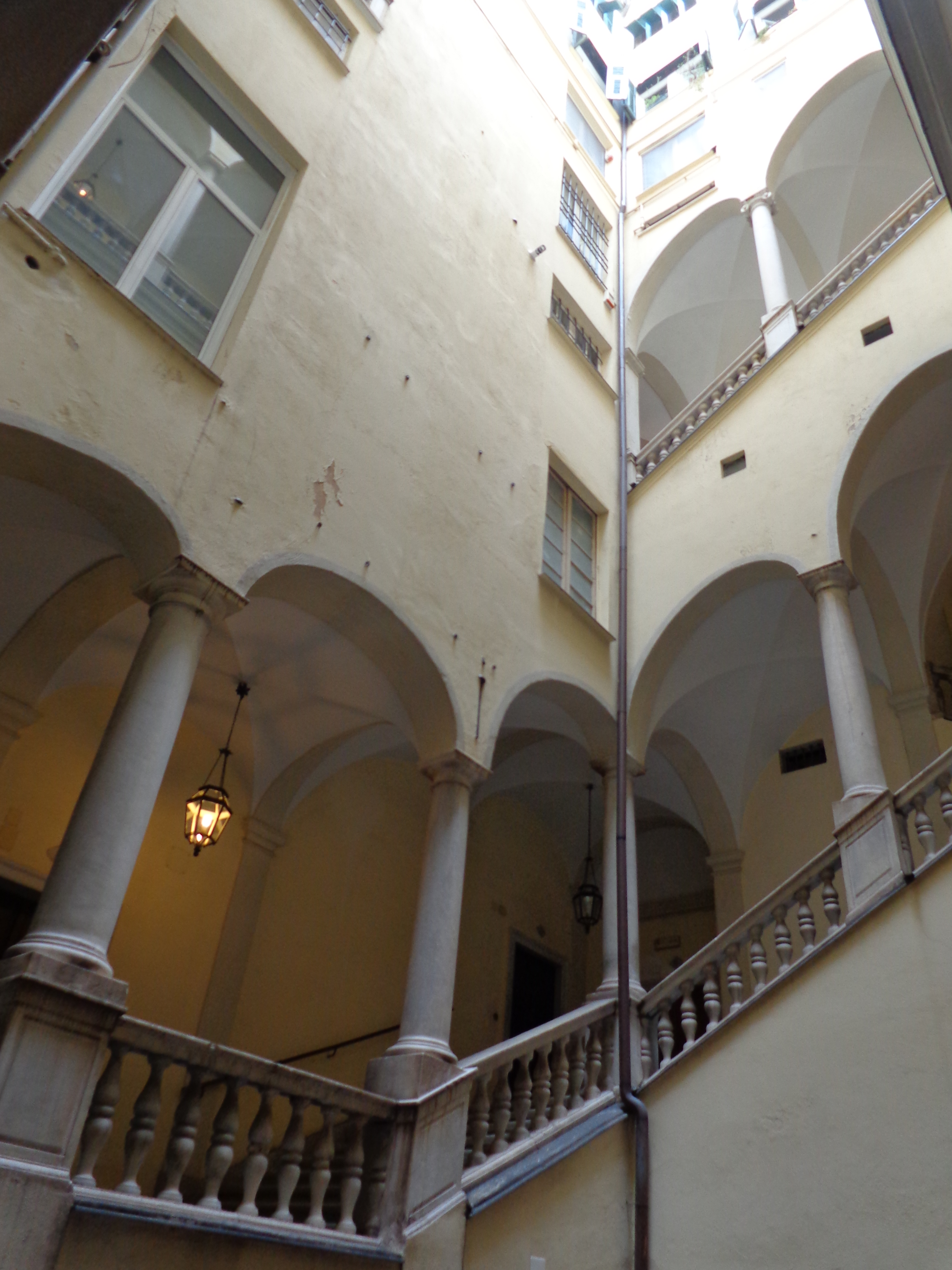
Lo scalone
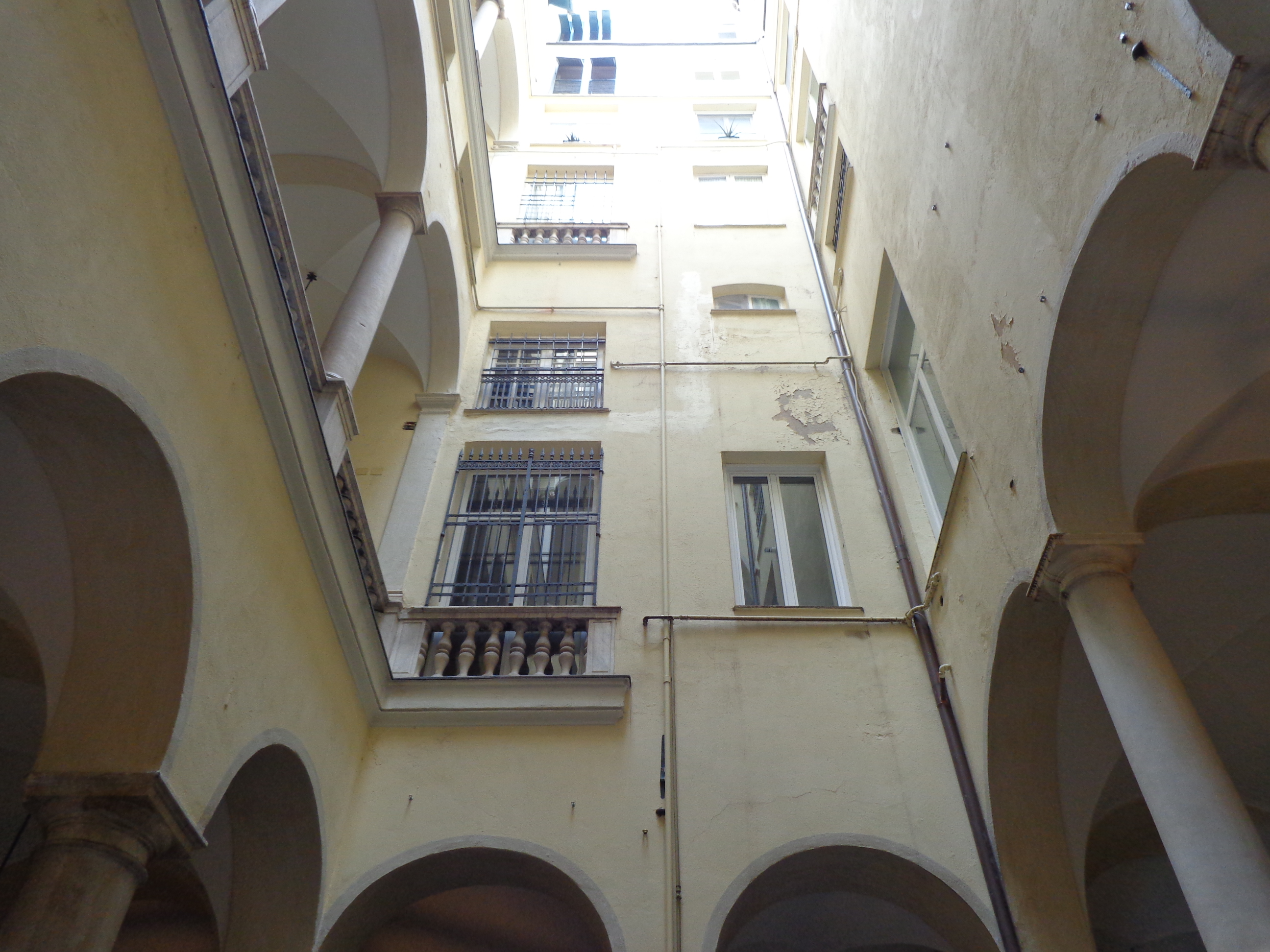
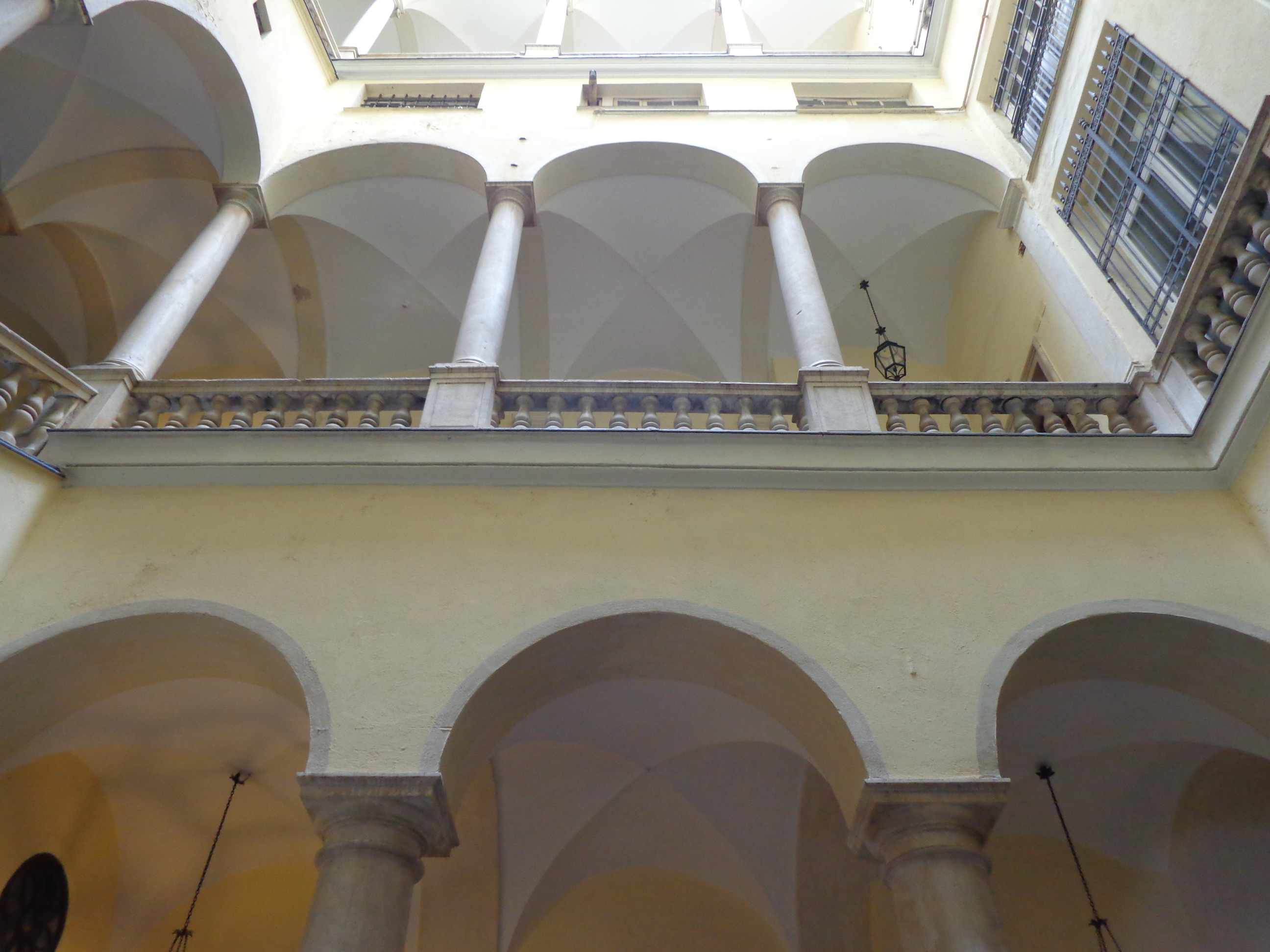
Le logge